# Свомпскот (Масачусетс)
Свомпскот (енгл. Swampscott) насељено је место без административног статуса у америчкој савезној држави Масачусетс.

## Демографија
По попису из 2010. године број становника је 13.787, што је 625 (-4,3%) становника мање него 2000. године.
| Група             | 2000.          | 2010.          |
| Белци             | 13.916 (96,6%) | 12.824 (93,0%) |
| Афроамериканци    | 106 (0,7%)     | 165 (1,2%)     |
| Азијати           | 98 (0,7%)      | 265 (1,9%)     |
| Хиспаноамериканци | 183 (1,3%)     | 355 (2,6%)     |
| Укупно            | 14.412         | 13.787         |